# Alessandro Romele
Alessandro Romele, né le 30 août 2003 à Iseo, est un coureur cycliste italien.

## Biographie
Alesandro Romele est né à Brescia, d'un père employé et d'une mère pharmacienne. Très tôt intéressé intéressé par le sport, il joue d'abord au football en tant que défenseur central. Il commence ensuite le cyclisme vers l'âge de huit ans en prenant une licence au club Cicli Peracchi Sovere, situé dans la localité de Sovere,. Dans les catégories de jeunes, il est entraîné par l'ancien professionnel Marco Serpellini. 
En 2021, il devient champion d'Italie sur route chez les juniors (moins de 19 ans). La même année, il se classe troisième du Trofeo Guido Dorigo au niveau international. Il rejoint ensuite l'équipe continentale Colpack-Ballan en 2022. Bon puncheur, il obtient diverses places d'honneur. 
Lors de la saison 2023, il se distingue en remportant le Gran Premio della Liberazione et une étape du Tour d'Italie espoirs. Il termine par ailleurs deuxième d'une étape du Tour d'Istanbul, ou encore neuvième de Paris-Tours espoirs. Après ses performances, il intègre la réserve de la formation WorldTour Astana Qazaqstan en 2024. 

## Palmarès et résultats

### Palmarès par année
- 2021
  -  Champion d'Italie sur route juniors
  - 3e du Trofeo Guido Dorigo
  - 3e du championnat d'Italie du contre-la-montre juniors
- 2022
  - 2e du Piccola Sanremo
  - 2e de la Coppa Collecchio
  - 3e du Gran Premio Sportivi Sestesi
- 2023
  - Coppa Zappi
  - Gran Premio della Liberazione
  - 6e étape du Tour d'Italie espoirs
  - 3e de la Coppa Messapica
- 2024
  - 2e et 3e étapes du Tour international de Rhodes
  - 2e du Tour international de Rhodes
  - 2e de la Cupa Max Ausnit
  - 2e du Tour d'Istanbul

### Classements mondiaux
| Année                                 | 2022  | 2023  | 2024 |
| ------------------------------------- | ----- | ----- | ---- |
| Classement mondial                    | 1749e | 1086e | 390e |
| UCI Europe Tour                       | 1146e | nc    | nc   |
|                                       |       |       |      |
| Légende : nc = non classéSource : UCI |       |       |      |